# Alt Penedès
Alt Penedès là một comarca (hạt) ở Catalonia, Tây Ban Nha.

## Các đô thị
Tên đô thị và dân số tương ứng
- Avinyonet del Penedès - 1334
- Les Cabanyes - 603
- Castellet i la Gornal - 1562
- Castellví de la Marca - 1497
- Font-rubí - 1297
- Gelida - 4929
- La Granada - 1479
- Mediona - 1638
- Olèrdola - 1173
- Olesa de Bonesvalls - 2578
- Pacs del Penedès - 701
- El Pla del Penedès - 893
- Pontons - 450
- Puigdàlber - 376
- Sant Cugat Sesgarrigues - 814
- Sant Llorenç d'Hortons - 1838
- Sant Martí Sarroca - 2569
- Sant Pere de Riudebitlles - 2112
- Sant Quintí de Mediona - 1906
- Sant Sadurní d'Anoia - 10708
- Santa Fe del Penedès - 334
- Santa Margarida i els Monjos - 5545
- Subirats - 2665
- Torrelavit - 1138
- Torrelles de Foix - 1842
- Vilafranca del Penedès - 33381
- Vilobí del Penedès - 944